# Dreibiyeh
Dreibiyeh (tiếng Ả Rập: الدريبية) là một ngôi làng Syria nằm ở Sinjar Nahiyah ở huyện Maarrat al-Nu'man, Idlib. Theo Cục Thống kê Trung ương Syria (CBS), Dreibiyeh có dân số là 275 trong cuộc điều tra dân số năm 2004.